# Натиск (Секретные материалы)
«Натиск» (англ. «Rush (The X-Files)») — 5-й эпизод 7-го сезона сериала «Секретные материалы». Премьера состоялась 5 декабря 1999 года на телеканале FOX. Эпизод принадлежит к типу «монстр недели» и никак не связан с основной «мифологией сериала», заданной в первой серии.
Режиссёр — Роберт Либерман, автор сценария — Дэвид Арманн, приглашённые звёзды — Родни Скотт, Скотт Купер, Ники Эйкокс, Лес Лэнном, Том Боуэр, Дэвид Уэллс, Энн Дауд и Билл Доу.
В США серия получила рейтинг домохозяйств Нильсена, равный 7,9, который означает, что в день выхода серию посмотрели 12,71 миллиона человек.
Главные герои серии — Фокс Малдер (Дэвид Духовны) и Дана Скалли (Джиллиан Андерсон), агенты ФБР, расследующие сложно поддающиеся научному объяснению преступления, называемые Секретными материалами.

## Сюжет
Малдер и Скалли занимаются расследованием странного убийства полицейского, главным подозреваемым в котором является школьник. Они обнаруживают, что он и его пара друзей играются со способностью ускорять их движения до скорости, которую не воспринимает человеческий глаз.